# مطار كيفجييارفي
مطار كيفجييارفي (بالإنجليزية: Kivijärvi Airfield)‏ في هو مطار في كيفجييارفي، فنلندا ،يبعد حوالي 1 ميل بحري (1.9 كـم؛ 1.2 ميل) شمال شرق مركز كيفجييارفي.

## روابط خارجية
- VFR Suomi / فنلندا - مطار كيفيجارفي
- Lentopaikat.net - مطار كيفيجارفي باللغة الفنلندية